# Shields (álbum)
Shields es el cuarto álbum de estudio de la banda estadounidense de indie rock Grizzly Bear, publicado el 18 de septiembre de 2012 por la discográfica Warp Records. El álbum fue producido por el bajista y multinstrumentista Chris Taylor, y fue escrito y grabado tras un receso en las actividades del grupo de unos seis meses. De él se extrajeron los sencillos "Sleeping Ute" y "Yet Again". Una versión extendida del disco, titulada Shields Expanded, fue publicada el 12 de noviembre de 2013, e incluye canciones que no fueron incluidas en la lista original del disco, así como algunas remezclas y demos de los temas del álbum.
Shields ha sido descrito como el disco más colaborativo de la banda, sobre lo que el cantante y guitarrista Daniel Rossen expresó: "[La intención de la banda era] escribir y hacer música que sea lo más colaborativa posible, de modo que tengamos un producto del que todos tengamos una sensación de autoría como un colectivo".
El disco recibió muchas alabanzas tras su publicación, alcanzando el puesto número 7 en el Billboard 200 y el 17 en la lista británica de discos más vendidos.

## Lista de canciones
Todas las canciones escritas y compuestas por Grizzly Bear. 
| N.º | Título             | Voz principal | Duración |  |
| 1.  | «Sleeping Ute»     | Rossen        | 4:35     |  |
| 2.  | «Speak in Rounds»  | Droste/Rossen | 4:24     |  |
| 3.  | «Adelma»           | -             | 1:02     |  |
| 4.  | «Yet Again»        | Droste        | 5:18     |  |
| 5.  | «The Hunt»         | Droste        | 3:44     |  |
| 6.  | «A Simple Answer»  | Rossen        | 6:00     |  |
| 7.  | «What's Wrong?»    | Droste/Rossen | 5:44     |  |
| 8.  | «Gun-Shy»          | Droste/Taylor | 4:30     |  |
| 9.  | «Half Gate»        | Droste/Rossen | 5:29     |  |
| 10. | «Sun in Your Eyes» | Rossen        | 7:06     |  |

## Personal

### Grizzly Bear
- Christopher Bear – batería, percusión, voz secundaria, máquina de ritmos, lap steel, wurlitzer, sintetizador
- Edward Droste – voz principal y secundaria
- Daniel Rossen – voz principal y secundaria, guitarra, piano, sintetizador, violonchelo, rueda, cuerno y arreglos de cuerda
- Chris Taylor – bajo eléctrico, voz secundaria, sintetizador, saxofón, clarinete, clarinete bajo, flautas, máquina de ritmos, rueda, cuerno y arreglos de cuerda

### Músicos adicionales
- Tatum Greenblatt – trompeta, flugelhorn
- Louis Shwadron – trompa
- Nat Baldwin – upright bass

### Personal de grabación
- Chris Taylor – producción, grabación
- Michael Brauer – mezclado
- Ryan Gilligan – ingeniero
- Yale Yng-Wong – ingeniero asistente de grabación
- Jake Aron – ingeniero asistente de grabación
- Bob Ludwig – masterizado

### Diseño
- Richard Diebenkorn – portada
- Ben Tousley – diseño, dirección de arte